# ناپلئون: جنگ تمام‌عیار
ناپلئون: جنگ تمام‌عیار (به انگلیسی: Napoleon: Total War) یک بازی ویدئویی به سبک تاکتیک نوبتی و تاکتیک هم‌زمان است که توسط شرکت کریتیو اسمبلی توسعه یافته و به‌وسیلهٔ سگا برای مایکروسافت ویندوز و مک‌اواس‌اکس منتشر شده است. این بازی ششمین قسمت از مجموعه بازی‌های جنگ تمام‌عیار به‌شمار می‌رود و به گونه‌ای کامل‌کننده بازی امپراتوری: جنگ تمام‌عیار است.

## مراحل بازی

### مرحله اول
این مرحله که در آن ناپلئون یک ژنرال جوان است با وارد شدن او به صحنه سیاست و جنگ آغاز می‌شود.

### مرحله دوم
این مرحله جنگیدن ناپلئون برای ارتش جمهوری فرانسه را نشان می‌دهد و طی آن باید قلمروهای از جمله شرق ایتالیا را به قلمرو فرانسه پیوند زنید و رقیب اصلی امپراتوری اتریش است.

### مرحله سوم
این مرحله معروف مصر است که گرفتن مستعمره برای فرانسه توسط ناپلئون را نشان می‌دهد، رقیبان و دشمنان اصلی در این مرحله حکومت‌های بریتانیا، ترکان عثمانی و حکومت دست نشانده عثمانی در مصر (مملوک‌های مصر) هستند.

### مرحله آخر
هیجان انگیزترین مرحله این بازی است که بر اساس تاریخ در آن ناپلئون شکست می‌خورد ولی شما می‌توانید با روش‌های گوناگون و سیاست خوب تاریخ را تغییر دهید!
طی این مرحله شما باید ابتدا شهر وین پایتخت امپراتوری اتریش را تصرف کنید، سپس باید لهستان را از زیر سلطه پروس خارج کنید و در نهایت باید مسکو پایتخت روسیه تزاری قوی‌ترین دشمن را تصرف کنید.
همچنین در این مرحله شما با نیروی دریایی بریتانیا نیز درگیری‌هایی دارید و باید حواستان به مرزهای آبیتان باشد.
البته فرد می‌تواند در قسمت کمپینگ مخالفان ناپلئون یکی از کشورهای روس پروس انگلیس اتریش را انتخاب کرده و در نقش مخالفان ناپلئون ظاهر شود. با گذشت زمان و پیشرفت در تکنولوژی تجارت با سایر ملل و ساخت بناهای جدید می‌شود قدرت کشور را افزایش داد و نیروهای بیشتری را به خدمت گرفت. هر کشور نیروی خاص خود را دارد که تشابهاتی با سایر کشورها دارد مثلاً در فرانسه می‌شود با ساخت ساختمان آکادمی نظامی ۸ واحد گارد به خدمت گرفته ولی در اتریش گارد در ارتش وجود ندارد.

## حکومت‌ها
حکومت‌ها و کشورهایی که در این بازی می‌توان آنان را انتخاب کرد.
- امپراتوری فرانسه
- بریتانیا
- امپراتوری اتریش
- روسیه تزاری
- پادشاهی پروس

سایر کشورهایی که در بازی هستند اما نمی‌توان آنان را انتخاب کرد.
- پادشاهی اسپانیا
- امپراتوری عثمانی
- پادشاهی سوئد
- پادشاهی دانمارک
- پادشاهی پرتغال
- جمهوری هلند
- پادشاهی باواریا
- پادشاهی زاکسن (ساکسونی)